# Ernő Solymosi
Ernő Solymosi (en húngaro: Solymosi Ernő; Diósgyőr, Hungría, 21 de junio de 1940 – Budapest, Hungría, 19 de febrero de 2011) fue un futbolista húngaro que se desempeñaba como centrocampista.

## Selección nacional
Fue internacional con la selección de fútbol de Hungría en 38 ocasiones y convirtió 7 goles.

### Participaciones en Copas del Mundo
| Mundial                        | Sede  | Resultado        | Partidos | Goles |
| ------------------------------ | ----- | ---------------- | -------- | ----- |
| Copa Mundial de Fútbol de 1962 | Chile | Cuartos de final | 4        | 1     |

### Participaciones en Juegos Olímpicos
| Olimpiada                     | Sede   | Resultado    | Partidos | Goles |
| ----------------------------- | ------ | ------------ | -------- | ----- |
| Juegos Olímpicos de Roma 1960 | Italia | Tercer lugar | 3        | 0     |

### Participaciones en Eurocopas
| Copa          | Sede   | Resultado    | Partidos | Goles |
| ------------- | ------ | ------------ | -------- | ----- |
| Eurocopa 1964 | España | Tercer lugar | 1        | 0     |

## Clubes
| Club          | País    | Año       |
| ------------- | ------- | --------- |
| Diósgyőri VTK | Hungría | 1958-1961 |
| Újpesti Dózsa | Hungría | 1961-1971 |
| Pécsi Dózsa   | Hungría | 1971-1972 |

## Palmarés

### Campeonatos nacionales
| Título              | Club          | País    | Año  |
| ------------------- | ------------- | ------- | ---- |
| Nemzeti Bajnokság I | Újpesti Dózsa | Hungría | 1969 |
| Copa de Hungría     | Újpesti Dózsa | Hungría | 1969 |
| Nemzeti Bajnokság I | Újpesti Dózsa | Hungría | 1970 |
| Copa de Hungría     | Újpesti Dózsa | Hungría | 1970 |
| Nemzeti Bajnokság I | Újpesti Dózsa | Hungría | 1971 |